# Nathanael West
Nathanael West (ur. 17 października 1903 w Nowym Jorku, zm. 22 grudnia 1940 w El Centro, Kalifornia) – amerykański pisarz i scenarzysta.
Urodził się w rodzinie niemieckojęzycznych rosyjskich Żydów jako Nathan Wallenstein Weinstein.
Po ukończeniu Brown University pracował między innymi jako nocny kierownik hotelu. To wtedy, nocami, powstała powieść Miss Lonelyhearts (1933). Wkrótce trafił do Hollywood jako scenarzysta. Książki nie sprzedawały się dobrze, scenariusze były klasy B (około dziesięciu). Za to napisał najbardziej znaną swoją powieść, Dzień szarańczy (1939).
Zginął w spowodowanym przez siebie wypadku samochodowym dzień po śmierci swojego przyjaciela Francisa Scotta Fitzgeralda.
Ameryka, którą opisywał, była krajem gospodarczego kryzysu.

## Publikacje
- 1931: The Dream Life of Balso Snell
- 1933: Miss Lonelyhearts – wyd. pol. nakładem Czytelnik, 1963
- 1934: A Cool Million
- 1938: Good Hunting
- 1939: The Day of the Locust – wyd. pol. Dzień szarańczy, nakładem Czytelnik, 1963

## Ekranizacje
W 1975 roku powstał film Dzień szarańczy w reżyserii Johna Schlesingera.